# 臺灣鐵灰蝶
臺灣鐵灰蝶（学名：Teratozephyrus yugaii），又名玉山長尾小灰蝶、華西長尾灰蝶、黑鐵灰蝶、玉山鐵灰蝶，为灰蝶科鐵灰蝶屬下的一个种。

## 描述
本種為中型灰蝶，雌雄外觀相近，雌雄異型性不明顯。體背褐色，腹部灰白或帶藍光。頭部被毛，複眼具白輪緣，雄蝶複眼密被毛，雌蝶較疏。觸角深褐色帶白環，下唇鬚白混深褐，前伸漸細。足白色，跗節具深褐色紋，雄蝶前足跗節癒合且尖，雌蝶不癒合。
前翅長16-18 mm，呈三角形，外緣弧形略凸，後翅葉狀，CuA2脈末端具絲狀尾突。翅背面褐色，前翅常見一至二枚橙色斑，位於中室外側與M3室；後翅外緣具細白線。翅腹面褐色，中央有鮮明白線，後翅呈W形；中室端有白邊短條，亞外緣有白色細紋帶，前翅邊緣略深。後翅臀區與CuA1室各具黑斑與橙斑，形成眼狀紋。
緣毛前翅多為白色，後翅外褐內白。雌蝶橙斑與腹面斑紋常較明顯。

## 分佈
本種為臺灣特有種，分布於本島中高海拔山區。

## 棲地
棲息於高海拔常綠闊葉林，一年一世代，成蝶於盛夏出現。幼蟲以殼斗科狹葉櫟新芽為食，冬季以卵態越冬，產於寄主植物休眠芽基部附近。